# Jutro wstanę rano i oparzę się herbatą
Jutro wstanę rano i oparzę się herbatą (cz. Zítra vstanu a opařím se čajem) – czechosłowacka komedia fantastycznonaukowa w reż. Jindřicha Poláka z roku 1977. Scenariusz powstał na podstawie opowiadania Josefa Nesvadby.

## Fabuła
Grupa nazistów planuje przenieść się w czasie, aby zmienić wynik II wojny światowej dając Adolfowi Hitlerowi bombę wodorową. Pomóc ma im w tym przekupiony pilot statku do komercyjnych wycieczek w czasie Karol Bureš, jednak sytuacja ulega komplikacji kiedy Karol umiera niespodziewanie, a jego brat bliźniak Jan przejmuje jego tożsamość.

## Obsada
- Petr Kostka jako Jan Bureš i Karol Bureš
- Jiří Sovák jako Klaus Abard
- Vladimír Menšík jako Kraus
- Vlastimil Brodský jako inż. Bauer
- Marie Rosůlková jako pani White
- Otto Šimánek jako pan White
- Valerie Chmelová jako Helena
- Slávka Budínová jako pani Kroupová
- Josef Větrovec jako pan Kroupa
- Zuzana Ondrouchová jako Ewa
- František Vicena jako Adolf Hitler
- Horst Giese jako Goebbels
- Jan Sedliský jako Himmler
- Marie Drahokoupilová jako Markéta
- Josef Bláha jako Rousek
- František Peterka jako kapitan Robert Nol
- Ota Sklenčka jako dr Kryl
- Jiří Lábus jako mechanik pokładowy
- Petr Nárožný jako kierowca
- Josef Šebek jako czechosłowacki policjant
- Jan Přeučil jako lekarz SS
- Pavel Spálený jako stary nazista
- Zdeněk Hodr jako stary nazista
- Gustav Opočenský jako stary nazista
- Svatopluk Beneš jako stary nazista
- Jitka Zelenohorská jako pracownica firmy Universum
- Jiří Lír jako pracownik firmy Universum